# 我知道我是一個已經過氣的歌手
《我知道我是一個已經過氣的歌手》為香港和臺灣創作歌手王傑的第三十八張專輯，於2018年12月19日發行。

## 專輯簡介
2017年5月13日錄製音樂綜藝節目《金曲撈》（於2017年6月首播）時宣告，推出最後一張專輯就會退出創作。2018年5月宣告專輯腰斬。於2018年12月19日全球音樂平台以數碼形式發行，先在iTunes試播，一推出即登上預售榜榜首。

## 曲目
| 曲序 | 曲名                         | 曲   | 詞   | 附註                                                             |
| 01   | 15歲的那年                   | 王傑 | 王傑 |                                                                  |
| 02   | 台北的天空很美               | 王傑 | 王傑 |                                                                  |
| 03   | 她走了                       | 王傑 | 王傑 | 2012年12月31日於“浪子心聲”上海演唱會首次公開演唱                 |
| 04   | 零下十度北京的街             | 王傑 | 王傑 | 原曲名《零下十度》，2013年5月17日於杭州個人演唱會首次演唱        |
| 05   | 明天你就屬於別人             | 王傑 | 王傑 | 原曲名《來不及》，2017年7月16日於微博發布Demo                    |
| 06   | 小巨人                       | 王傑 | 王傑 | 原曲名《回鄉》，2013年2月春節前創作，獻給過年返鄉的農民工        |
| 07   | 當愛人變成朋友               | 王傑 | 王傑 |                                                                  |
| 08   | 如果天能夠給我多一天的時間   | 王傑 | 王傑 | 於MV結尾透露，給女兒 Mandy，1996年寫的                           |
| 09   | 我知道我是一個已經過氣的歌手 | 王傑 | 王傑 | 2009年單曲Demo由好友電台DJ余宜發在《一切從音樂開始》裡首播發布。 |
| 10   | 讓我帶你走                   | 王傑 | 王傑 |                                                                  |

## 音樂錄影
- 15歲的那年 （页面存档备份，存于）
- 台北的天空很美 （页面存档备份，存于）
- 她走了 （页面存档备份，存于）
- 零下十度北京的街 （页面存档备份，存于）
- 明天你就屬於別人
- 小巨人 （页面存档备份，存于）
- 當愛人變成朋友 （页面存档备份，存于）
- 如果天能夠多給我一天的時間
- 我知道我是一個已經過氣的歌手 （页面存档备份，存于）
- 讓我帶你走

## 外部連結
- Apple Music 《我知道我是一個已經過氣的歌手》 （页面存档备份，存于）
- Amazon Music《我知道我是一個已經過氣的歌手》
- Spotify《我知道我是一個已經過氣的歌手》 （页面存档备份，存于）
- 王傑‧Dave Wang YouTube頻道 （页面存档备份，存于）